# Gnidia gymnostachya
Gnidia gymnostachya är en tibastväxtart som först beskrevs av Carl Anton von Meyer, och fick sitt nu gällande namn av Ernest Friedrich Gilg. Gnidia gymnostachya ingår i släktet Gnidia och familjen tibastväxter. Inga underarter finns listade i Catalogue of Life.